# گون سازاک
گون سازاک (به ترکی: Gün Sazak) (زاده 26 مارس 1932 - درگذشته 27 مه 1980) سیاستمدار ملی‌گرای ترک و وزیر سابق دولت حزب جنبش ملی (MHP) بود. او پس از برکناری گارد پلیس‌اش توسط حزب آزادیبخش خلق انقلابی ترور شد. پس از قتل او، هواداران MHP به تلافی قتل عام چوروم را انجام دادند. 